# Frederik 1. af Württemberg
 Ikke at forveksle med Frederik 1. af Württemberg (hertug).
Friedrich 1. af Württemberg (tysk: Friedrich I. Wilhelm Karl) (født 6. november 1754 – døde 30. oktober 1816) var den første konge af Württemberg. Forældre: Frederik 2. Eugen af Württemberg og Sophia Dorothea af Brandenburg-Schwedt. Han var kendt for sin størrelse, 2,11 meter høj og vejede omtrent 200 kg. Dette til forskel fra den noget kortvoksne kejser Napoleon som anerkendte Friedrich som konge af Württemberg.

## Børn
- Vilhelm 1. af Württemberg
- Katharina af Württemberg, gift med Jérôme Bonaparte
- Sophia Dorothea
- Paul af Württemberg